# Liste der Monuments historiques in Tigeaux
Die Liste der Monuments historiques in Tigeaux führt die Monuments historiques in der französischen Gemeinde Tigeaux auf.

## Liste der Objekte
| Bezeichnung                                                                               | Beschreibung | Standort                                                                    | Kennzeichnung | Schutzstatus | Datum | Bild |
| ----------------------------------------------------------------------------------------- | --- | --------------------------------------------------------------------------- | ------------- | ------------ | ----- | ---- |
| Grabplatte eines Geistlichen († 1550)                                                     | Steinplatte mit eingraviertem Bildnis des Verstorbenen aus dem 16. Jahrhundert. | Im Chor der Kirche St-Leu-de-Sens (Lage)                                    | PM77001734    | Classé       | 1978  |      |
| Fragmente des Chorfensters: Christus am Kreuz, Jungfrau Maria und Johannes der Evangelist | Fragmente von Buntglasfenstern aus dem 16. Jahrhundert. | Im Chor der Kirche St-Leu-de-Sens (Lage)                                    | PM77004511    | Inscrit      | 1985  |      |
| Buntglasfenster Jungfrau Maria                                                            | Das Bleiglasfenster ist im oberen Teil gewölbt und wurde vom Glasmaler A. Berges im Jahr 1868 gefertigt.                                                                                                 | In der Südwand des südlichen Seitenschiffs der Kirche St-Leu-de-Sens (Lage) | PM77004512    | Inscrit      | 1985  |      |
| Altar und Tabernakel                                                                      | Ein geschwungener Altar und ein Tabernakel mit polygonaler Kuppel, die Weiß und Gold bemalt wurden. Entstehungszeit im Jahr 1860.                                                                        | Im Chor der Kirche St-Leu-de-Sens (Lage)                                    | PM77002451    | Inscrit      | 1977  |      |
| Taufbecken                                                                                | Das Taufbecken aus Stein wurde im 18. Jahrhundert gefertigt und lagert auf einem modernen Ständer aus Zement und Gips. Im Taufbecken wurde nachträglich ein mobiler Blechbehälter mit Deckel integriert. | Im Kirchenschiff der Kirche St-Leu-de-Sens (Lage)                           | PM77003116    | Inscrit      | 1979  |      |